# Seznam kamenů zmizelých v Ústeckém kraji

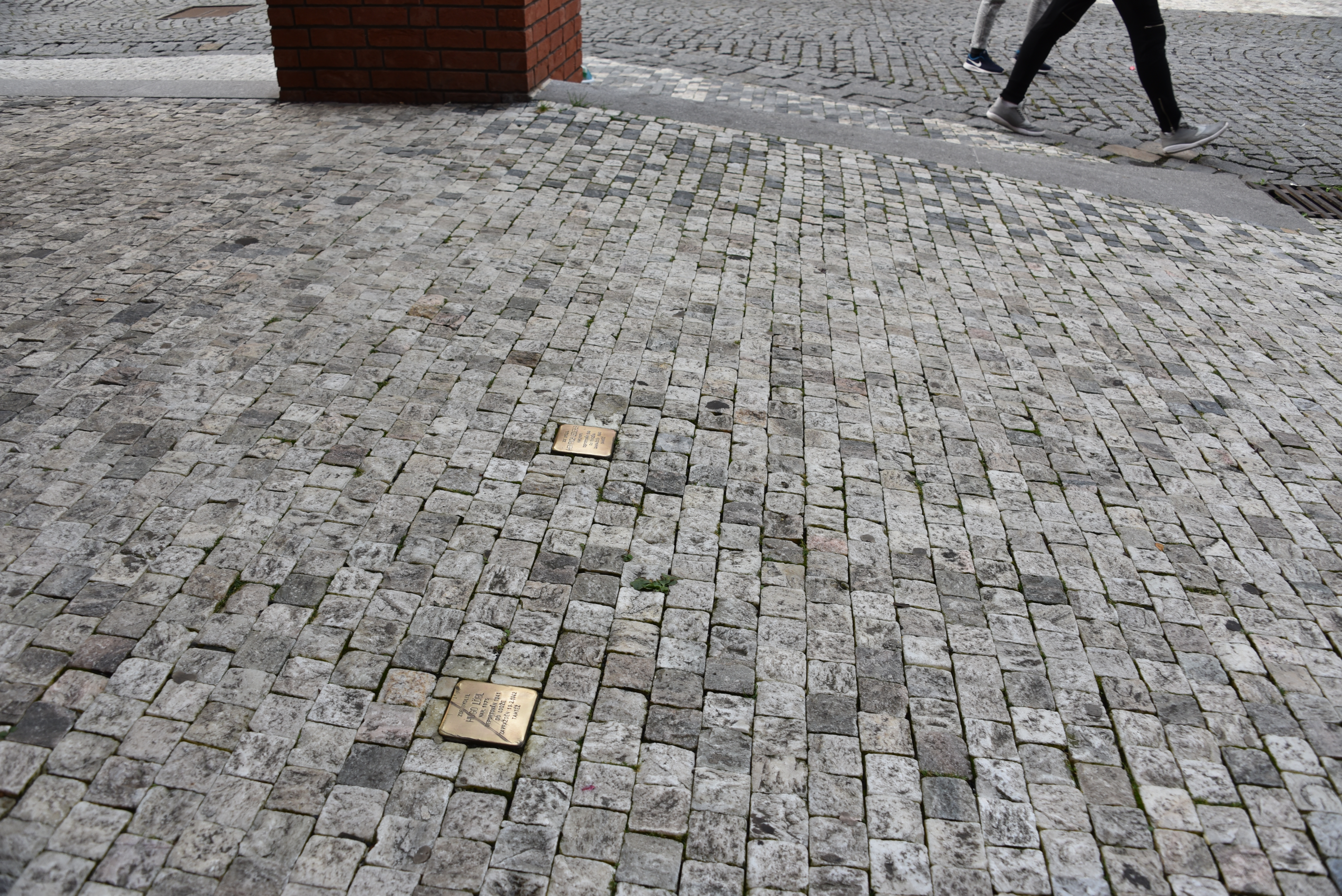
Dva kameny zmizelých v Teplicích

Seznam kamenů zmizelých v Ústeckém kraji obsahuje pamětní kameny obětem nacismu v Ústeckém kraji. Jsou součástí celoevropského projektu Stolpersteine německého umělce Guntera Demniga. Kameny zmizelých jsou věnovány osudu těch, kteří byli nacisty deportováni, vyhnáni, zavražděni nebo spáchali sebevraždu.
První kameny byly položeny v roce 2011 v Teplicích.

## Bohušovice nad Ohří
V Bohušovicích nad Ohří byly položeny následující kameny:
| Obrázek | Nápis | Bydliště                                                            | Jméno, život |
| ------- | --- | ------------------------------------------------------------------- | --- |
|         | ZDE ŽILA OLGA KLICPEROVÁ NAR. 1905 ZATČENA 22.8.1942 DEPORTOVÁNA DO TEREZÍNA DO OSVĚTIMI ZAVRAŽDĚNA 12.12.1943 | Bohušovice nad Ohří, Masarykova 105 50°29′33″ s. š., 14°8′54″ v. d. | Olga Klicperová roz. Beerová narozená 4.12.1905 v Lovosicích zatčená 22.8.1942, deportovaná 10.6.1943 do Terezína a 19.8.1943 do Osvětimi, kde byla 12.12.1943 zavražděná. |

## Děčín
V Děčíně byly položeny následující kameny:
| Obrázek | Nápis                                                                               | Bydliště                                                 | Jméno, život                  |
| ------- | ----------------------------------------------------------------------------------- | -------------------------------------------------------- | ----------------------------- |
|         | ZDE ŽILA VILHELMINA 'MINNA' PÄCHTER ROZ. STEIN NAR. 1872 ZAVRAŽDĚNA 1944 V TEREZÍNĚ | Děčín, Thomayerova 25/3 50°46′31″ s. š., 14°11′54″ v. d. | Vilhelmina Pächter roz. Stein |

## Chomutov
V Chomutově byly položeny následující kameny:
| Obrázek | Nápis | Bydliště                                                       | Jméno, život        |
| ------- | --- | -------------------------------------------------------------- | ------------------- |
|         | ZDE ŽIL BEDŘICH HELLER NAR. 1902 DEPORTOVÁN 1941 DO TEREZÍNA ZAVRAŽDĚN 1943 V OSVĚTIMI                     | Chomutov, Puchmayerova 116/5 50°27′41″ s. š., 13°24′58″ v. d.  | Bedřich Heller      |
|         | ZDE ŽIL MAX HELLER NAR. 1870 DEPORTOVÁN 1942 DO TEREZÍNA ZAVRAŽDĚN 1943 V OSVĚTIMI                         | Chomutov, 28. října 1078/17 50°27′35″ s. š., 13°24′46″ v. d.   | Max Heller          |
|         | ZDE ŽILA ERNA HELLEROVÁ ROZ. HOLUBOVÁ NAR. 1881 DEPORTOVÁNA 1942 DO TEREZÍNA ZAVRAŽDĚNA 1943 V OSVĚTIMI    | Chomutov, Puchmayerova 116/5 50°27′41″ s. š., 13°24′58″ v. d.  | Erna Hellerová      |
|         | ZDE ŽILA KLÁRA HELLEROVÁ ROZ. TAUSSÍKOVÁ NAR. 1876 DEPORTOVÁNA 1942 DO TEREZÍNA ZAVRAŽDĚNA 1943 V OSVĚTIMI | Chomutov, 28. října 1078/17 50°27′35″ s. š., 13°24′46″ v. d.   | Klára Hellerová     |
|         | ZDE ŽILA SALLY GOLDMANN ROZ. NEUHUT NAR. 1867 DEPORTOVÁNA 1942 DO TEREZÍNA ZAVRAŽDĚNA 1943                 | Chomutov, Čelakovského 1090/22 50°28′0″ s. š., 13°25′ v. d.    | Sally Goldmann      |
|         | ZDE ŽILA MARKÉTA KONIRSCHOVÁ ROZ. GOLDMANNOVÁ NAR. 1885 DEPORTOVÁNA 1942 DO UJAZDOWA ZAVRAŽDĚNA 1942       | Chomutov, Čelakovského 1090/22 50°28′0″ s. š., 13°25′ v. d.    | Markéta Konirschová |
|         | ZDE ŽIL DR. EMIL KRAKAUER NAR. 1876 DEPORTOVÁN 1941 DO LODŽE ZAVRAŽDĚN 1942                                | Chomutov, Žižkovo nám. 1207/5 50°27′40″ s. š., 13°24′56″ v. d. | Dr. Emil Krakauer   |
|         | ZDE ŽILA MATYLDA KRAKAUEROVÁ ROZ. HARTOVÁ NAR. 1877 DEPORTOVÁNA 1941 DO LODŽE ZAVRAŽDĚNA 1942              | Chomutov, Žižkovo nám. 1207/5 50°27′40″ s. š., 13°24′56″ v. d. | Matylda Krakauerová |

## Peruc
V Peruci byly položeny následující kameny:
| Obrázek | Nápis                     | Bydliště                                             | Jméno, život            |
| ------- | ------------------------- | ---------------------------------------------------- | ----------------------- |
|         | ZDE ŽILA RODINA ROSENBAUM | Peruc, Oldřichova 3 50°20′42″ s. š., 13°57′40″ v. d. | Dům Rosenbaum na Peruci |

## Podbořany
V Podbořanech byly položeny následující kameny:
| Obrázek | Nápis | Bydliště                                                 | Jméno, život                  |
| ------- | --- | -------------------------------------------------------- | ----------------------------- |
|         | ZDE ŽIL HERBERT KLEIN RITTER V PEČI NAR. 1917 DEPORTOVÁN 1944 DO MALÁ PEVNOST TEREZÍNA OSVOBOZEN             | Podbořany, Nádražní 290 50°13′28″ s. š., 13°24′21″ v. d. | Herbert Klein Ritter von Peči |
|         | ZDE ŽILA MARTHA KLEIN RITTER V PEČI NAR. 1890 LÖBLOVÁ DEPORTOVÁNA 1942 DO TEREZÍNA OSVOBOZENA                | Podbořany, Nádražní 290 50°13′28″ s. š., 13°24′21″ v. d. | Martha Klein Ritter von Peči  |
|         | ZDE ŽIL KARL LÖBL NAR. 1892 DEPORTOVÁN 1942 DO TEREZÍNA 1942 DO ZAMOŚĆE ZAVRAŽDĚN                            | Podbořany, Nádražní 290 50°13′28″ s. š., 13°24′21″ v. d. | Karl Löbl                     |
|         | ZDE ŽIL WILHELM LÖBL NAR. 1925 1939 DĚTSKÝ TRANSPORT DO ANGLIE                                               | Podbořany, Nádražní 290 50°13′28″ s. š., 13°24′21″ v. d. | Wilhelm Löbl                  |
|         | ZDE ŽILA MARGARETE LÖBLOVÁ NAR. 1904 MÜHLSTEINOVÁ DEPORTOVÁNA 1942 DO TEREZÍNA 1942 DO ZAMOŚĆE ZAVRAŽDĚNA    | Podbořany, Nádražní 290 50°13′28″ s. š., 13°24′21″ v. d. | Margarete Löblová             |
|         | ZDE ŽILA MARIANNE LÖBLOVÁ NAR. 1927 1939 DĚTSKÝ TRANSPORT DO ANGLIE                                          | Podbořany, Nádražní 290 50°13′28″ s. š., 13°24′21″ v. d. | Marianne Löblová              |
|         | ZDE ŽIL HUGO MÜHLSTEIN NAR. 1877 DEPORTOVÁN 1942 DO TEREZÍNA 1944 DO OSVĚTIMI ZAVRAŽDĚN                      | Podbořany, Dukelská 55 50°13′46″ s. š., 13°24′35″ v. d.  | Hugo Mühlstein                |
|         | ZDE ŽIL WALTER MÜHLSTEIN NAR. 1908 DEPORTOVÁN 1941 DO TEREZÍNA 1944 DO OSVĚTIMI ZAVRAŽDĚN                    | Podbořany, Dukelská 55 50°13′46″ s. š., 13°24′35″ v. d.  | Walter Mühlstein              |
|         | ZDE ŽILA ALICE MÜHLSTEINOVÁ NAR. 1883 HERSCHMANNOVÁ DEPORTOVÁNA 1942 DO TEREZÍNA 1944 DO OSVĚTIMI ZAVRAŽDĚNA | Podbořany, Dukelská 55 50°13′46″ s. š., 13°24′35″ v. d.  | Alice Mühlsteinová            |
|         | ZDE ŽILA EVELYNA STIASSNY NAR. 1928 UPRCHLA 1939 DO FRANCIE 1941 DO USA                                      | Podbořany, Dukelská 55 50°13′46″ s. š., 13°24′35″ v. d.  | Evelyna Stiassny              |
|         | ZDE ŽILA GERTRUD STIASSNY NAR. 1903 MÜHLSTEINOVÁ UPRCHLA 1939 DO FRANCIE 1941 DO USA                         | Podbořany, Dukelská 55 50°13′46″ s. š., 13°24′35″ v. d.  | Gertrud Stiassny              |
|         | ZDE ŽILA KITTY WEISSHAUTOVÁ NAR. 1914 MÜHLSTEINOVÁ DEPORTOVÁNA 1942 DO TEREZÍNA 1944 DO OSVĚTIMI ZAVRAŽDĚNA  | Podbořany, Dukelská 55 50°13′46″ s. š., 13°24′35″ v. d.  | Kitty Weisshautová            |

## Roudnice nad Labem
V Roudnici nad Labem byly položeny následující kameny:
| Obrázek | Nápis | Bydliště                                                                    | Jméno, život |
| ------- | --- | --------------------------------------------------------------------------- | --- |
|         | ZDE BYDLEL ING. VILÉM STEINSBERG NAR. 1877 DEPORTOVÁN 1942 DO TEREZÍNA DO MAJDANKU ZAVRAŽDĚN                                | Roudnice nad Labem, nám. Jana z Dražic 316 50°25′36″ s. š., 14°15′36″ v. d. | Ing. Vilém Steinsberg se narodil 21. srpna 1877. Před deportací bydlel v Roudnici nad Labem. Transportem Z, č. 819 byl 26. února 1942 deportován z Kladna do Terezína a transportem Al, č. 577 23. dubna 1942 z Terezína do Lublinu (Majdanku), kde zahynul. |
|         | ZDE BYDLEL ING. ROBERT STEINSBERG NAR. 1909 DEPORTOVÁN 1942 DO TEREZÍNA 1944 DO OSVĚTIMI UTEKL Z POCHODU SMRTI V LEDNU 1945 | Roudnice nad Labem, nám. Jana z Dražic 316 50°25′36″ s. š., 14°15′36″ v. d. | Ing. Robert Steinsberg |

## Teplice
V Teplicích byly položeny následující kameny:
| Obrázek                                          | Nápis | Bydliště                                                                          | Jméno, život                               |
| ------------------------------------------------ | --- | --------------------------------------------------------------------------------- | ------------------------------------------ |
|                                                  | ZDE BYDLELA IRMA BLOCH NAR. 1886 DEPORTOVÁNA 1942 DO TEREZÍNA ZAVRAŽDĚNA 1942 V OSVĚTIMI | Teplice, Masarykova třída 18/652 50°38′31″ s. š., 13°49′43″ v. d.                 | Irma Bloch                                 |
|                                                  | ZDE BYDLELA LISBETH FELDSTEIN NAR. 1900 DEPORTOVÁNA 1942 DO TEREZÍNA ZAVRAŽDĚNA 1943 V OSVĚTIMI | Teplice, Masarykova třída 400/15 50°38′34″ s. š., 13°49′44″ v. d.                 | Lisbeth Feldstein                          |
|                                                  | ZDE ŽIL MUDR. VIKTOR HAHN NAR. 1891 DEPORTOVÁN 1941 DO TEREZÍNA ZAVRAŽDĚN 25.10.1944 V OSVĚTIMI | Teplice, Masarykova třída 1595/54                                                 | MUDr. Viktor Hahn                          |
|                                                  | ZDE ŽILA KATEŘINA HAHNOVÁ NAR. 1894 DEPORTOVÁNA 1941 DO TEREZÍNA ZAVRAŽDĚNA 10.11.1944 V OSVĚTIMI | Teplice, Masarykova třída 1595/54                                                 | Kateřina Hahnová                           |
|                                                  | ZDE ŽIL ADOLF KANN NAR. 1862 DEPORTOVÁN 1942 DO TREBLINKY ZAVRAŽDĚN TAMTÉŽ | Teplice, Krupská 22/37 50°38′28″ s. š., 13°49′37″ v. d.                           | Adolf Kann                                 |
|                                                  | ZDE ŽILA BEDŘIŠKA KANNOVÁ NAR. 1870 DEPORTOVÁNA 1942 DO TREBLINKY ZAVRAŽDĚNA TAMTÉŽ | Teplice, Krupská 22/37                                                            | Bedřiška Kannová                           |
|                                                  | ZDE BYDLEL HEINRICH LEDERER NAR. 1875 DEPORTOVÁN 1942 DO TEREZÍNA ZAVRAŽDĚN 1943 TAMTÉŽ | Teplice, Krupská 346 (Nákupní středisko Fontána) 50°38′28″ s. š., 13°49′28″ v. d. | Heinrich Lederer                           |
|                                                  | ZDE BYDLEL HUGO LÖBL NAR. 1875 DEPORTOVÁN 1941 DO LODŽE ZAVRAŽDĚN 19.2.1942 TAMTÉŽ | Teplice, Krupská 346 (Nákupní středisko Fontána)                                  | Hugo Löbl                                  |
| Pozn.: Jedná se o neoriginální Kameny zmizelých. | ZDE ŽILA ANNA PERUTZ NAR. 23.8.1888 DEPORTOVÁNA 1942 DO TEREZÍNA ZAVRAŽDĚNA 1943 V OSVĚTIMI ZDE ŽIL ERNST PERUTZ NAR. 1.1.1923 DEPORTOVÁN 1942 DO TEREZÍNA ZAVRAŽDĚN 1943 V OSVĚTIMI ZDE ŽILA MARTA PERUTZ NAR. 1926 DEPORTOVÁNA 1942 DO TEREZÍNA ZAVRAŽDĚNA 1943 V OSVĚTIMI ZDE ŽILA RENATA PERUTZ NAR. 2.7.1926 DEPORTOVÁNA 1942 DO TEREZÍNA ZAVRAŽDĚNA 1943 V OSVĚTIMI ZDE ŽIL RUDOLF PERUTZ NAR. 17.6.1882 DEPORTOVÁN 1942 DO TEREZÍNA ZAVRAŽDĚN V OSVĚTIMI | Teplice, U Císařských lázní 368                                                   | Anna, Ernst, Marta, Renata a Rudolf Perutz |
|                                                  | ZDE BYDLEL EMIL SCHLING NAR. 1881 DEPORTOVÁN 1942 DO TEREZÍNA ZAVRAŽDĚN V MALÉM TROSTINCI | Teplice, Lípová 413 50°38′29″ s. š., 13°50′6″ v. d.                               | Emil Schling                               |
|                                                  | ZDE ŽILA GRETE SCHÜCKOVÁ NAR. 1896 DEPORTOVÁNA 1942 DO RIGY ZAVRAŽDĚNA TAMTÉŽ | Teplice, Krupská 22/37 50°38′28″ s. š., 13°49′37″ v. d.                           | Grete Schücková                            |
|                                                  | ZDE BYDLEL DR. BRUNO SPITZER NAR. 1909 DEPORTOVÁN 1942 DO TEREZÍNA ZAVRAŽDĚN V RAASICE | Teplice, U Kamenných lázní 339 50°38′27″ s. š., 13°50′13″ v. d.                   | Dr. Bruno Spitzer                          |
| Pozn.: Jedná se o neoriginální Kameny zmizelých. | ZDE ŽIL ALFRED URBACH NAR. 14.6.1859 DEPORTOVÁN 1942 DO PRAHY ZAVRAŽDĚN 1942 V TEREZÍNĚ ZDE ŽILA KLARA URBACH NAR. 2.1.1866 DEPORTOVÁNA 1942 DO TEREZÍNA ZAVRAŽDĚNA 1943 V TEREZÍNĚ | Teplice, Vrchlického 1093/12                                                      | Alfred Urbach a Klara Urbach               |

## Ústí nad Labem
V Ústí nad Labem byly položeny následující kameny:
| Obrázek | Nápis                                                                                    | Bydliště                                                         | Jméno, život       |
| ------- | ---------------------------------------------------------------------------------------- | ---------------------------------------------------------------- | ------------------ |
|         | ZDE ŽILA ANNA PICKOVÁ NAR. 1863 DEPORTOVÁNA 1942 DO TEREZÍNA ZAVRAŽDĚNA 7.5.1943         | Ústí nad Labem, Revoluční 207/34 50°39′36″ s. š., 14°2′22″ v. d. | Anna Picková       |
|         | ZDE ŽIL OSKAR ROTHBAUM NAR. 1884 DEPORTOVÁN 1942 DO TEREZÍNA ZAVRAŽDĚN V OSVĚTIMI        | Ústí nad Labem, Revoluční 551/6 50°39′35″ s. š., 14°2′20″ v. d.  | Oskar Rothbaum     |
|         | ZDE ŽILA EMILIE ROTHBAUMOVÁ NAR. 1886 DEPORTOVÁNA 1942 DO TEREZÍNA ZAVRAŽDĚNA V OSVĚTIMI | Ústí nad Labem, Revoluční 551/6 50°39′35″ s. š., 14°2′20″ v. d.  | Emilie Rothbaumová |
|         | ZDE ŽIL HANUŠ SCHIFF NAR. 1934 DEPORTOVÁN 1942 DO TEREZÍNA ZAVRAŽDĚN V ZAMOŠČI           | Ústí nad Labem, Revoluční 206/8 50°39′35″ s. š., 14°2′19″ v. d.  | Hanuš Schiff       |
|         | ZDE ŽIL RUDOLF SCHIFF NAR. 1866 DEPORTOVÁN 1942 DO TEREZÍNA ZAVRAŽDĚN V TREBLINCE        | Ústí nad Labem, Revoluční 206/8 50°39′35″ s. š., 14°2′19″ v. d.  | Rudolf Schiff      |
|         | ZDE ŽIL VILÉM SCHIFF NAR. 1897 DEPORTOVÁN 1942 DO TEREZÍNA ZAVRAŽDĚN V ZAMOŠČI           | Ústí nad Labem, Revoluční 206/8 50°39′35″ s. š., 14°2′19″ v. d.  | Vilém Schiff       |
|         | ZDE ŽILA GERTRUDA SCHIFFOVÁ NAR. 1906 DEPORTOVÁNA 1942 DO TEREZÍNA ZAVRAŽDĚNA V ZAMOŠČI  | Ústí nad Labem, Revoluční 206/8 50°39′35″ s. š., 14°2′19″ v. d.  | Gertruda Schiffová |
|         | ZDE ŽILA REGINA STEINEROVÁ NAR. 1868 DEPORTOVÁNA 1942 DO TEREZÍNA ZAVRAŽDĚNA 12.2.1944   | Ústí nad Labem, Revoluční 206/8 50°39′35″ s. š., 14°2′19″ v. d.  | Regina Steinerová  |

### Neoriginální kameny zmizelých
Vedle osmi certifikovaných kamenů zmizelých (Stolpersteine) má Ústí nad Labem dalších patnáct neoriginálních kamenů, které roku 2023 nechal Magistrát ve spolupráci s Židovskou obcí Teplice osadit do zámkové dlažby v ulicích městské části Střekov. Tyto méně kvalitní napodobeniny se od originálů liší rozměrem i typem použitého písma. Magistrát se prostřednictvím své tiskové mluvčí hájil tím, že nechtěl dlouho čekat na Demnigovy (dražší, pozn. autora) originály. Napodobeniny kamenů zmizelých lze vidět i v jiných městech, např. v Teplicích, Kadani nebo Chabařovicích.

## Žatec
V Žatci byly položeny následující kameny:
| Obrázek | Nápis                                                                                   | Bydliště                                                    | Jméno, život   |
| ------- | --------------------------------------------------------------------------------------- | ----------------------------------------------------------- | -------------- |
|         | ZDE ŽIL KARL KAHN NAR. 1865 SPÁCHAL SEBEVRAŽDU NA UTĚKU                                 | Žatec, Volynskch Cechu 329 50°19′29″ s. š., 13°32′38″ v. d. | Karl Kahn      |
|         | ZDE ŽIL HEINRICH LÖBL NAR. 1881 DEPORTOVÁN 1942 DO TEREZÍNA ZAVRAŽDĚN 1942 V IZBICI     | Žatec, Masarykova 9/637 50°19′34″ s. š., 13°32′41″ v. d.    | Heinrich Löbl  |
|         | ZDE ŽILA SOPHIE LÖBLOVÁ NAR. 1880 DEPORTOVÁNA 1942 DO TEREZÍNA ZAVRAŽDĚNA 1942 V IZBICI | Žatec, Masarykova 9/637                                     | Sophie Löblová |

## Data pokládání kamenů
Kameny v Ústeckém kraji byly položeny v následujících dnech:
- 15. června 2011: Teplice (Irma Bloch, Lisbeth Feldstein, Heinrich Lederer, Hugo Löbl, Rudolf Perutz, Emil Schling, Dr. Bruno Spitzer, Alfred Urbach)
- 17. července 2013: Teplice
- 12. září 2014: Děčín a Žatec
- 7. června 2015: Peruc
- 1. srpna 2016: Roudnice nad Labem (Ing. Vilém Steinsberg, Ing. Robert Steinsberg)
- září 2017: Podbořany (Hugo Mühlstein, Walter Mühlstein, Alice Mühlsteinová, Evelyna Stiassny, Gertrud Stiassny, Kitty Weisshautová, dále rodina Löbl a Ritter von Peci)[15]
- říjen 2017: Bohušovice nad Ohří (Olga Klicperová)[16]
- 22. října 2021: Chomutov (Dr. Emil Krakauer, Matylda Krakauerová, Bedřich Heller, Erna Hellerová, Klára Hellerová, Max Heller, Markéta Konirschová)[17]
- 26. ledna 2023: Ústí nad Labem (Emilie Rothbaumová, Oskar Rothbaum, Regina Steinerová, Anna Picková, Vilém Schiff, Gertruda Schiffová, Rudolf Schiff, Hanuš Schiff)[18]
- 27. ledna 2025: Chomutov (Sally Goldmann, Dr. Emil Krakauer - znovupoložení)[19]